# جو جو بنسون
جو جو بنسون (بالإنجليزية: Jo Jo Benson)‏ هو مغني أمريكي، ولد في 15 أبريل 1938 في فينيكس سيتي في الولايات المتحدة، وتوفي في 23 ديسمبر 2014 في كولومبوس في الولايات المتحدة.